# كي.إتش. يوسف محمد
كي.إتش. يوسف محمد هو سياسي إندونيسي، ولد في 23 فبراير 1952، وتوفي في 30 نوفمبر 2004.